# I Think I Love It
«I Think I Love It» es una canción grabada por la cantante rumana Alexandra Stan, lanzada en formato digital a través de Universal Music Romania el 28 de junio de 2019. Fue escrita por Krishane y Radu Bolfea, mientras que Stan, Bolfea, Catalin Safta, Achi, Adelina Stinga y Vlad Lucan se encargaron de la producción. «I Think I Love It» es una pista de reggae pop, que abarca temas como el amor y la libertad. Tras su lanzamiento, un crítico elogió la canción por su ritmo pegadizo y contemporáneo. Un video musical para «I Think I Love It» fue subido al canal oficial de Stan en YouTube el 1 de julio de 2019, filmado por Criss Blaziny en Constanza. Con el uso de imágenes explícitas, el videoclip presenta a la cantante y a la modelo Geni Olaru en un auto Corvette, posando de diferentes maneras. La artista promovió la canción con varias presentaciones en directo. Comercialmente, «I Think I Love It» alcanzó la posición número 38 en la lista Airplay 100 de Rumania.

## Antecedentes y composición
«I Think I Love It» se estrenó en formato digital el 28 de junio de 2019 a través de Universal Music Romania en varios países. Previamente, Stan pasó varios meses en los Estados Unidos, antes de firmar dos nuevos contratos con el sello discográfico anteriormente mencionado y con MediaPro Music. «I Think I Love It» es el primer sencillo de Stan en un año después de «Mami» (2018). Fue escrito por Krishane y Radu Bolfea, mientras que Stan, Bolfea, Catalin Safta, Achi, Adelina Stinga y Vlad Lucan se encargaron de la producción; este último también manejó la mezcla y masterización. Es una pista de reggae pop cuyo género se enfatiza aún más con un gancho musical. Sus letras retratan una «imagen sobre estar enamorado, y los buenos y felices sentimientos que esto conlleva», así como también «nos hace recordar sobre tomar riesgos, sentirse enamorado, bailar y hacer las cosas más locas».

## Video musical y promoción
Un video musical de acompañamiento para «I Think I Love It» fue subido al canal oficial de Stan en YouTube el 1 de julio de 2019. Fue filmado por Criss Blaziny en Constanza, Rumania y cuenta con la participación especial de la modelo Geani Olaru. El video «colorido» empieza con Stan— en toples con una chaqueta rosa de poliéster, pantalones rosa y botas vaqueras—y Olaru en un auto Corvette, mientras la cantante interactúa con una mariposa y aparece posando frente a una pantalla rosa. Después de esto, se ve a la artista luciendo un traje húmedo verde de manga larga frente a la misma pantalla. En la siguiente escena, lleva un corazón rojo junto a unos pantalones cortos de color rosa con joyas en frente de otra pantalla grande adornada con plátanos y luces de borde LED. Hacia el final del videoclip, se muestran escenas de Stan y Olaru cubriéndose con barro. Jonathan Currinn, del sitio web CelebMix, elogió la exhibición de «confianza, sensualidad y una sensación de libertad», y señaló el uso intensivo de imágenes explícitas. Además, Stan publicó fotos explícitas del rodaje del video musical en sus redes sociales, atrayendo la atención de internet y la prensa rumana.
Para una mayor promoción, Stan interpretó «I Think I Love It» en directo para la estación de radio rumana Kiss FM el 15 de julio de 2019, junto con una versión de «Dancing with a Stranger» (2019) de Sam Smith y Normani. Currinn, de CelebMix, pensó que Stan «impresiona hasta el final, [...] emite un ambiente relajado cuando canta» y elogió sus voces ya que «suenan igual que la pista de estudio». El 18 de julio, la cantante se presentó en Virgin Radio Romania, para cantar, de manera adicional, una versión de «Bad Guy» (2019) de Billie Eilish. Stan también presentó «I Think I Love It» en Pro FM, y en el programa de televisión rumano Vorbește lumea en el mismo mes.

## Personal
Créditos adaptados de YouTube.
- Achi – productor
- Krishane – compositor
- Radu Bolfea – compositor, productor
- Vlad Lucan – productor, mezcla, masterización
- Catalin Safta – productor
- Alexandra Stan – voz principal, productor
- Adelina Stinga – productor

## Formatos
| Descarga digital |                     |          |  |
| N.º              | Título              | Duración |  |
| 1.               | «I Think I Love It» | 3:00     |  |

## Posicionamiento en listas
| Rumania | Airplay 100        | 38 |
| Rumania | Romania TV Airplay | 16 |

## Historial de lanzamiento
| Región | Fecha               | Formato(s)       | Discográfica |
| ------ | ------------------- | ---------------- | ------------ |
| Mundo  | 28 de junio de 2019 | Descarga digital | Universal    |